# Cleofó d'Atenes
Cleofó (en llatí Cleophon, en grec antic Κλεοφῶν) fou un poeta tràgic grec nascut a Atenes, que va escriure almenys deu drames, els noms dels quals enumera Suides: Acteó, Amfiarau, Aquil·les, Les Bacants, Dexamen, Erígone, Tiestes, Leucip, Mandrobulos, Persis, i Tèlef.
Aristòtil en fa referència a la Poètica, on diu que el seu estil era prosaic i critica la seva falta d'idealisme.